# Kulchana
Kulchana (Kolchan, Mcgrath Ingalik, Upper Kuskokwim) /u jeziku Ahtena =strangers,/ je pleme Athapaskan Indijanaca s gornjeg toka Kuskokwima na Aljaski koji su svojevremeno pripisivani kao dio Ahtena (Allen, 1887.), na što je Osgood 1936. rekao "an erroneous generalized extension of the Ahtena people."  Kolchane se i dalje uporno nekuda pokušava svrstati, pa su ih svrstali u Ingalike, a njihov jezik nazvali upper kuskokwim ili mcgrath. Khunanilinde s rijeke Kuskokwim i Tochotno dva su njihova sela iz 1843. koja su poznata Zagoskom. Khunanilinde Swanton navodi među selima Ingalika. Kolchana danas žive u selima Nikolai Village i jedna obitelj u Telidi. 
Arheološki nalazi ukazuju da Kulchana čine posebnu nezavisnu geografsku, kulturnu i jezičnu cjelinu. Upadljivo se razlikuju od Ingalika s Yukona u svojoj socijalnoj organizaciji, koje ih bliže povezuju s athapaskanskim grupama sa sjevera i istoka, odnosno plemenima Tanana i Tanaina. Njihov jezik nije blizak jezicima susjednih plemena. Kolchan Indijanci pripadaju sub-arktičkom području, s kulturom fokusiranom na ribolovu i lovu. 

## Bande
- East Fork, Nikolai, Takotna, Tatlawiksuk, Telida-Minchumina i Vinasale.

## Jezik
Upper kuskokwim

## Vanjske poveznice
- Kolchan  Arhivirana inačica izvorne stranice od 5. siječnja 2011. (Wayback Machine)
- Kuskokwim, Upper: A language of USA